# Горица (Кршко)
Горица (словен. Gorica) је насељено место у општини Кршко, Посавска регија, Словенија.

## Историја
До територијалне реорганизације у Словенији била је у саставу старе општине Кршко.

## Становништво
У попису становништва из 2011. године, Горица је имала 254 становника.
| Број становника према пописима | Број становника према пописима | Број становника према пописима |
| ------------------------------ | ------------------------------ | ------------------------------ |
| 1991                           | 2002                           | 2011                           |
| 232                            | 287                            | 254                            |

Напомена: Године 2010. смањен за део насеља који је проглашен за ново самостално насеље Керинов Грм.